# Courgette

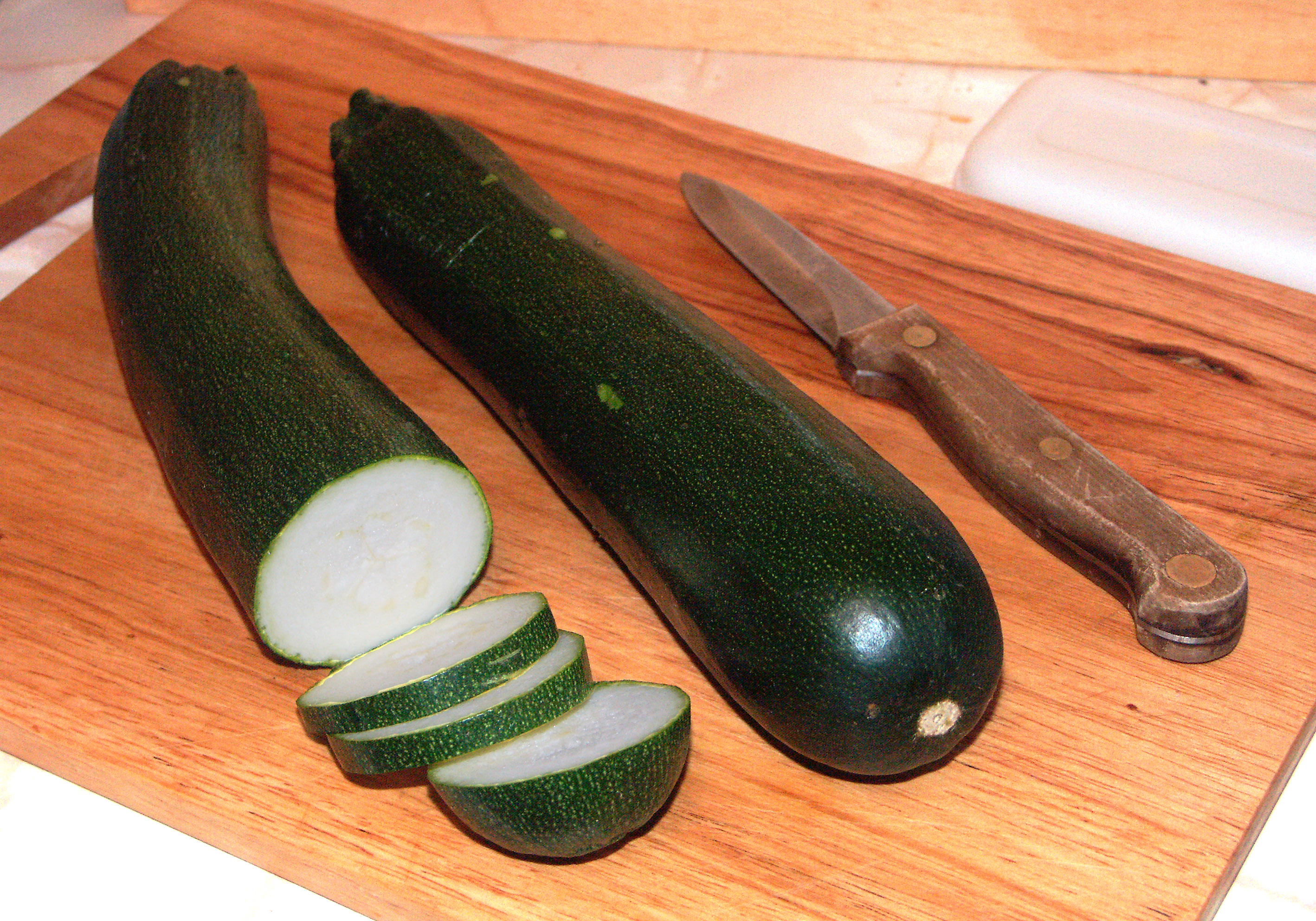
Courgettes

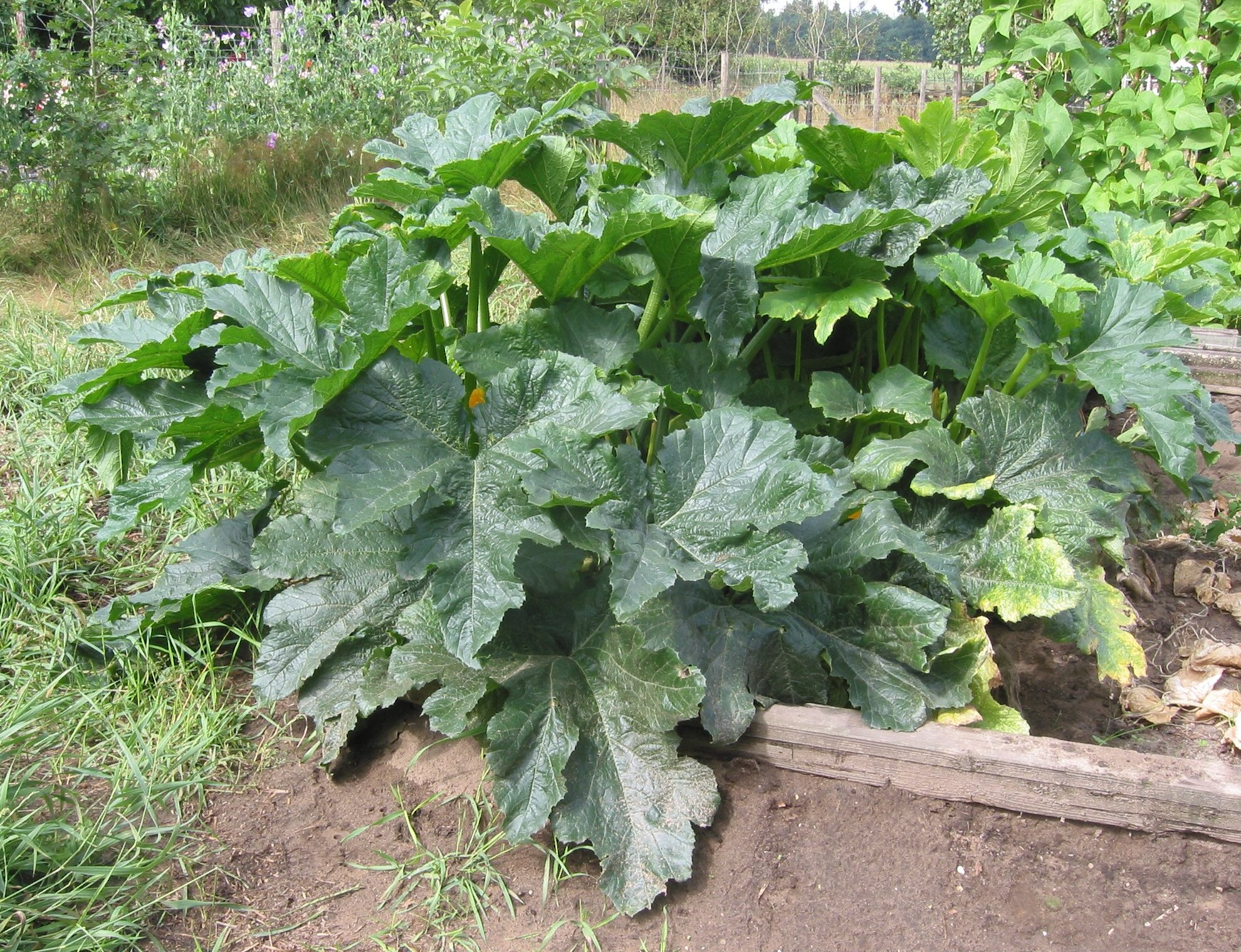
Plant in augustus

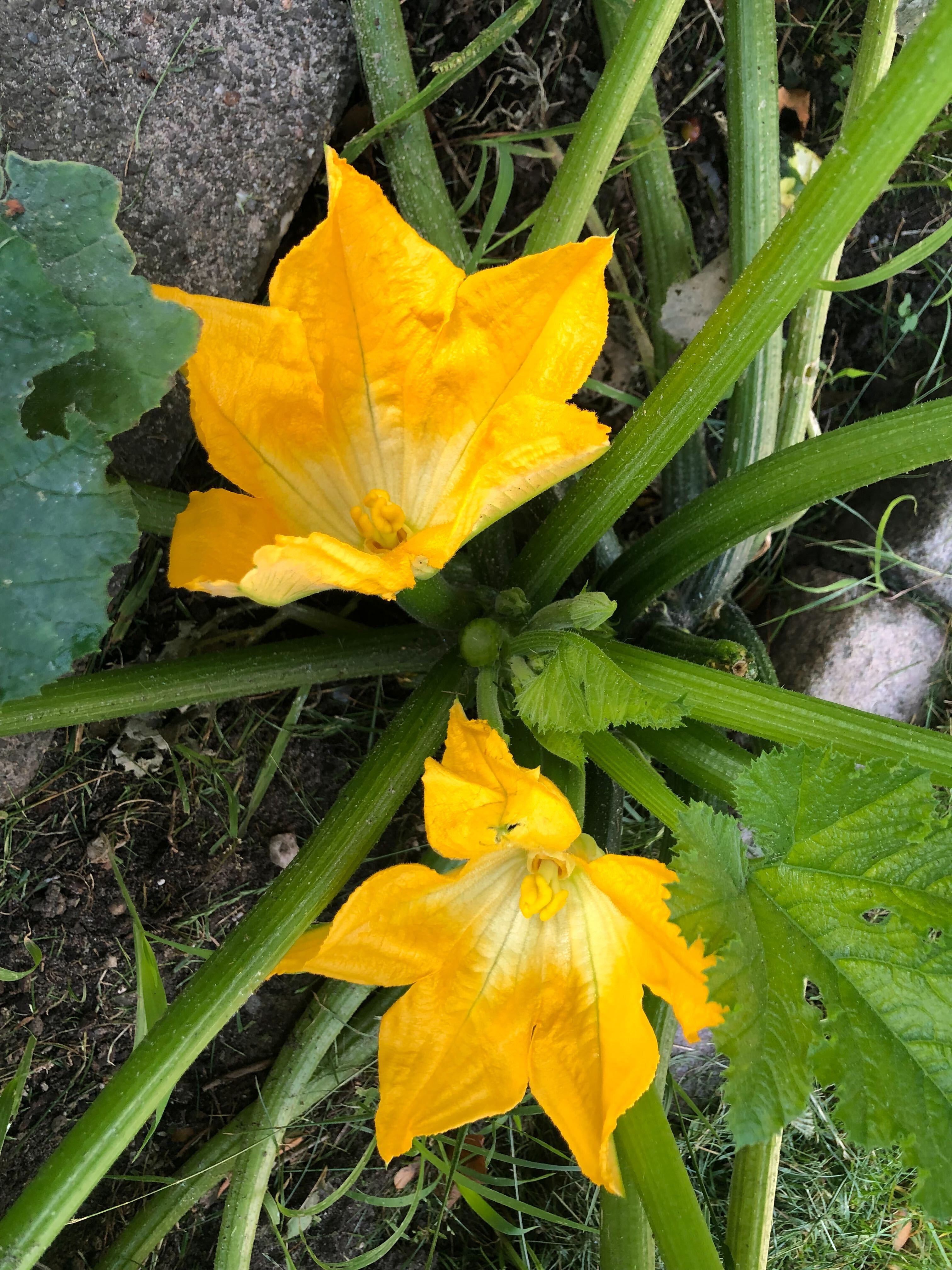
Courgetteplant in bloei

Een courgette (zukini, ook wel: mergpompoen) is de ongerijpte vrucht van de soort Cucurbita pepo uit de komkommerfamilie (Cucurbitaceae), die als groente wordt gegeten.
Het Nederlandse woord courgette komt uit het Frans. Het is een verkleinwoord van courge, hetgeen pompoen betekent. Een courgette kan geel of groen zijn. Het behoort tot de gemakkelijkst te telen groentes in een gematigd klimaat.

## Gebruik
De courgette wordt gewoonlijk gekookt of gebakken gegeten, maar ze kan ook rauw worden gegeten. Ook kan de vrucht in blokjes gesneden als een soort augurk ingelegd worden in azijn met kruiden. De meeste mensen vinden een courgette het best eetbaar als die niet te dik en maximaal 30 cm (350 gram) lang is. In Nederland wordt vanaf 7 cm (50 gram) lengte geoogst. De kleine vruchten waar de bloem nog aanzit, worden verhandeld als 'courgette fleur' en worden in Italië en Griekenland als een delicatesse beschouwd. 
De bloem kan gefrituurd of gevuld worden. Net als bij de pompoen en andere eetbare rassen van Cucurbita pepo, C. maxima en C. moschata, zijn ook de (liefst nog wat jongere) bladeren, jonge stengels en bloemknoppen van de courgette eetbaar.

## Inhoudsstoffen
De voedingswaarde van 100 gram verse courgette is:
| Energetische waarde | 67 kJ    |
| Koolhydraten        | 4 gram   |
| Eiwit               | 0,6 gram |
| Vet                 | 0,1 gram |
| Vitamine C          | 17 mg    |
| Caroteen            | 0,20 mg  |
| Vitamine B1         | 0,05 mg  |
| Vitamine B2         | 0,09 mg  |
| Calcium             | 15 mg    |
| IJzer               | 0,4 mg   |

Van oorsprong bevatten courgettes de giftige stof cucurbitacine, een plantentoxine, maar telers zijn er via plantenveredeling in geslaagd het gehalte van deze stof tot praktisch nul terug te dringen. Niettemin komt het soms voor dat zelf gekweekte courgettes toch te hoge concentraties cucurbitacine bevatten. Deze stof geeft een bittere smaak. Het wordt daarom afgeraden om uit zelf gewonnen zaad gekweekte courgettes, komkommers en pompoenen die erg bitter smaken te eten, aangezien dit in zeldzame gevallen dodelijk kan zijn. Zo overleed in 2015 een 79-jarige Duitser na het eten van een zelf gekweekte courgette.

## Teelt

### Zaaien en planten
Onder plastic tunnels kan al eind april in de volle grond geplant worden met een plantafstand van 140 bij 80 cm. Voor de buitenteelt kan in Nederland gezaaid worden in mei in potten die onder glas opgekweekt worden en dan half juni buiten worden uitgeplant. De plantafstand bedraagt 100 bij 100 cm. Ook kan in juni ter plaatse gezaaid worden. Voor de herfstteelt wordt begin juli uitgeplant en in september wordt er dan eventueel een tunnel overheen gezet. De plant kan wekelijks aan een stevige stok worden opgebonden. De meeste rassen vormen geen ranken. De courgette heeft veel mest en water nodig.

### Bloemen en bevruchting

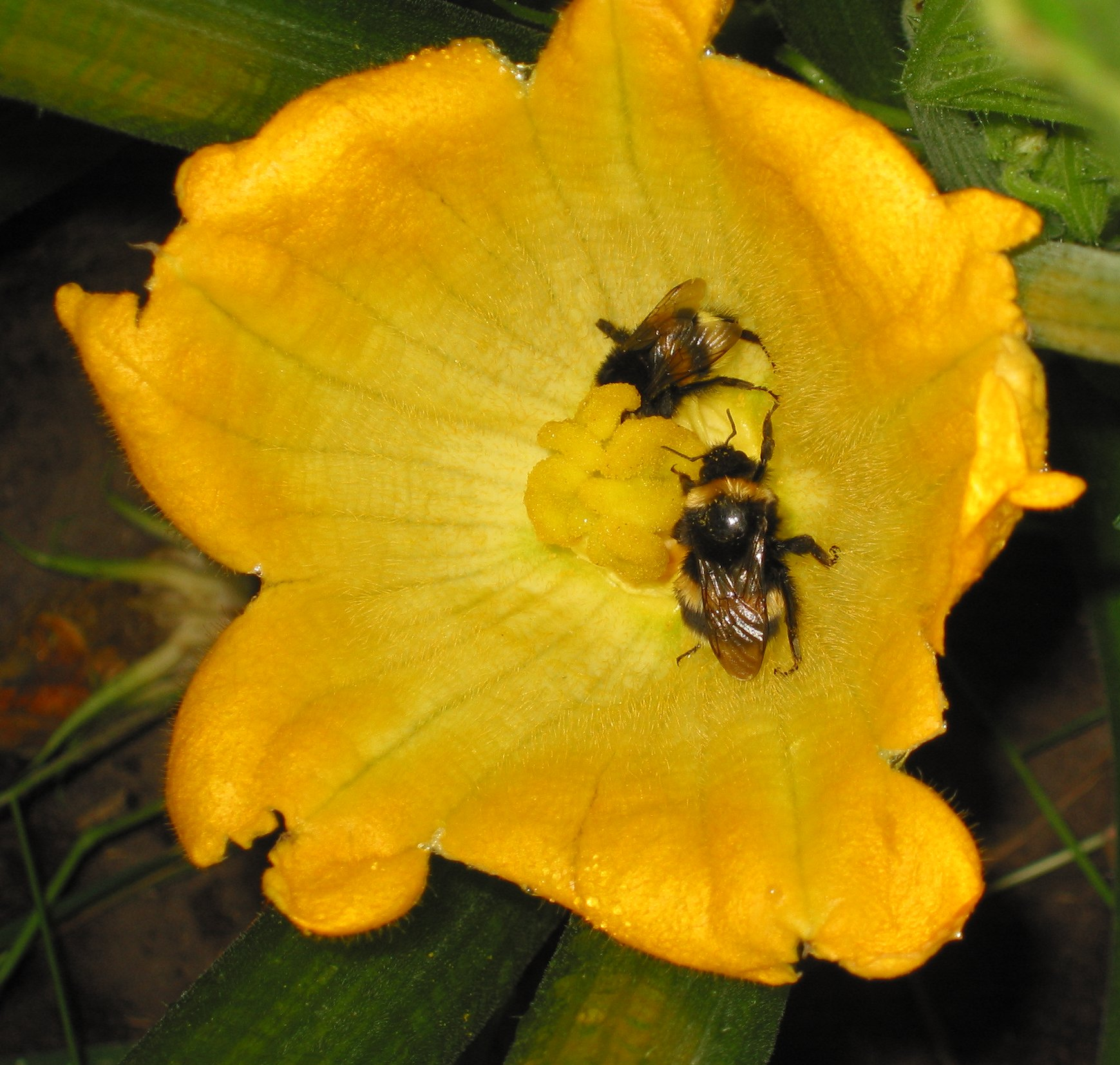
Vrouwelijke bloem met gewone aardhommel

De plant draagt zowel mannelijke als vrouwelijke bloemen. De mannelijke staan op lange slanke stelen en bevatten een bundeltje meeldraden. De  vrouwelijke bloemen staan op een dikker vruchtbeginsel, dat later uitgroeit tot de vrucht en bevatten een stamper. 
De vrouwelijke bloem kan worden bevrucht via een mannelijke bloem van dezelfde plant of via kruisbestuiving. Beide vormen dienen voor de bestuiving gelijktijdig geopend te zijn. Iedere bloem bloeit slechts één ochtend lang en verwelkt daarna. Meerdere planten geven meer kans op succes. Bestuiving door bijen of hommels geeft de best mogelijke vruchtzetting. Binnen en eventueel ook buiten kan de bestuiving ook handmatig gedaan worden. Dit kan door de meeldraden van een mannelijke bloem te plukken en langs de stempel te strijken. Courgette en pompoen kunnen gemakkelijk gekruist worden. Dit heeft geen invloed op de vruchten, wel op het zaad daarin. De onbevruchte exemplaren groeien niet uit, gaan spoedig verkleuren en rotten. Door ze snel te verwijderen ontstaan er eerder nieuwe bloemen. Mieren zijn dol op de bloemen en houden zich graag groepsgewijs op in de bloembodem zodra de bloem open gaat. Vooral de nectar op de bodem van de vrouwelijke bloemen zijn bij de mieren zeer geliefd.

### Oogst

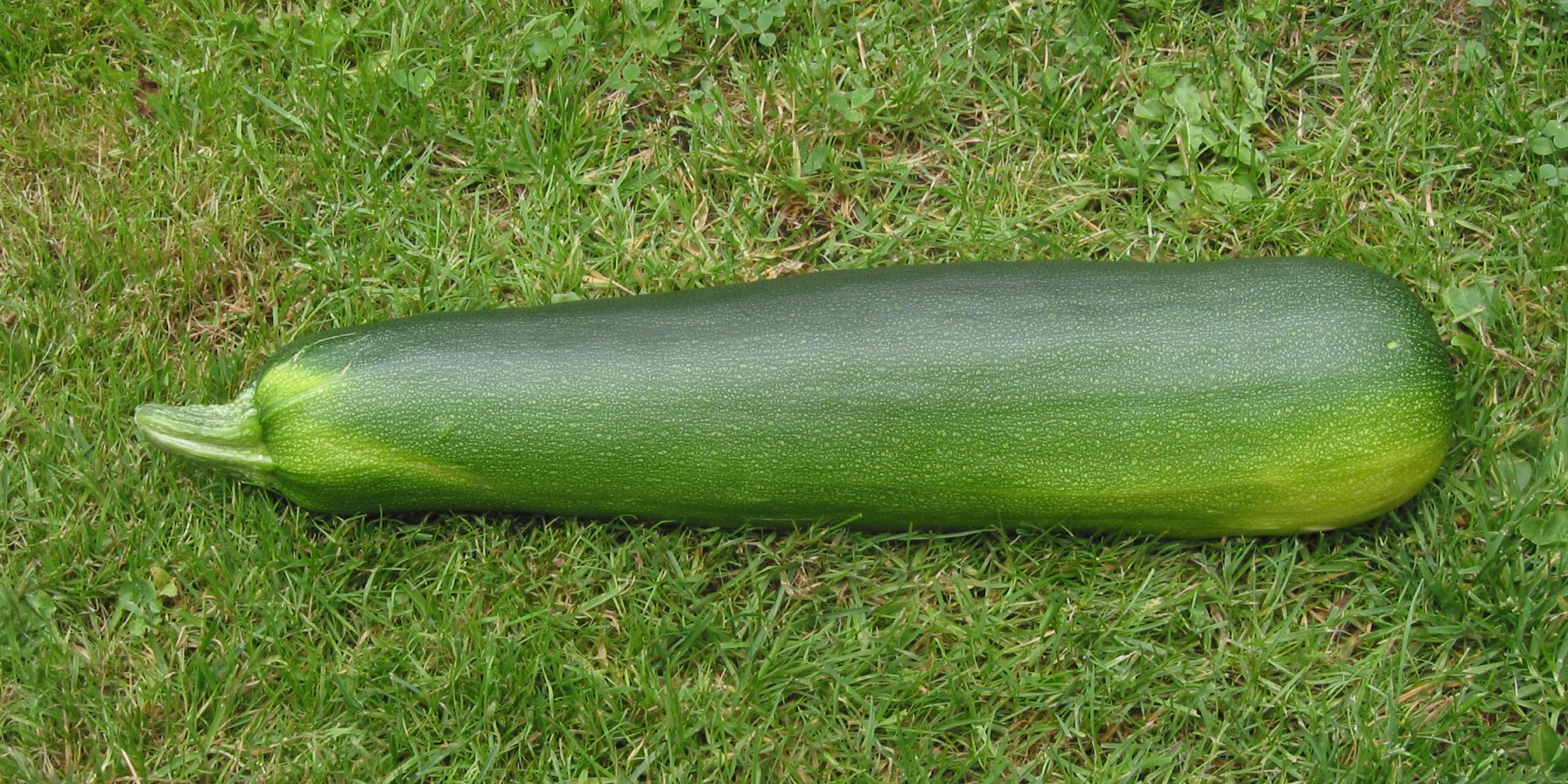
Volgroeide vrucht

De eerste vruchten worden vanaf juli geoogst. Er kan driemaal per week en in de zomermaanden bijna dagelijks geoogst worden. Tot eind september, als er geen nachtvorst optreedt, kan er buiten doorgeoogst worden. De vruchten rijpen in enkele dagen. De grotere vruchten bij voorkeur zo snel mogelijk van de plant snijden, om de doorgroei van de plant te bevorderen.

## Ziekten
Courgette kan aangetast worden door grauwe schimmel (Botrytis cinerea), sclerotiënrot (Sclerotina sclerotiorum), echte meeldauw (Sphaerotheca fusca), bladvlekkenziekte (Didymella bryoniae), vruchtvuur (Cladosporium cucumerinum) en fusarium-verwelkingsziekte (Fusarium javanicum). Deze laatste ziekte komt vooral voor als het nat is.
Verder kan vooral het courgettegeelmozaïekvirus optreden, dat door bladluizen wordt overgebracht. Het is een niet-persistent virus en kan ook mechanisch met bijvoorbeeld een mes worden overgebracht.
Ook spint, witte vlieg, trips en bladluizen kunnen schade geven. De laatste vooral door virusoverdracht. Mieren kweken bladluizen om zich te voeden met hun afscheidingen; indirect verspreiden zij zo ook de ziekten.

## Galerij

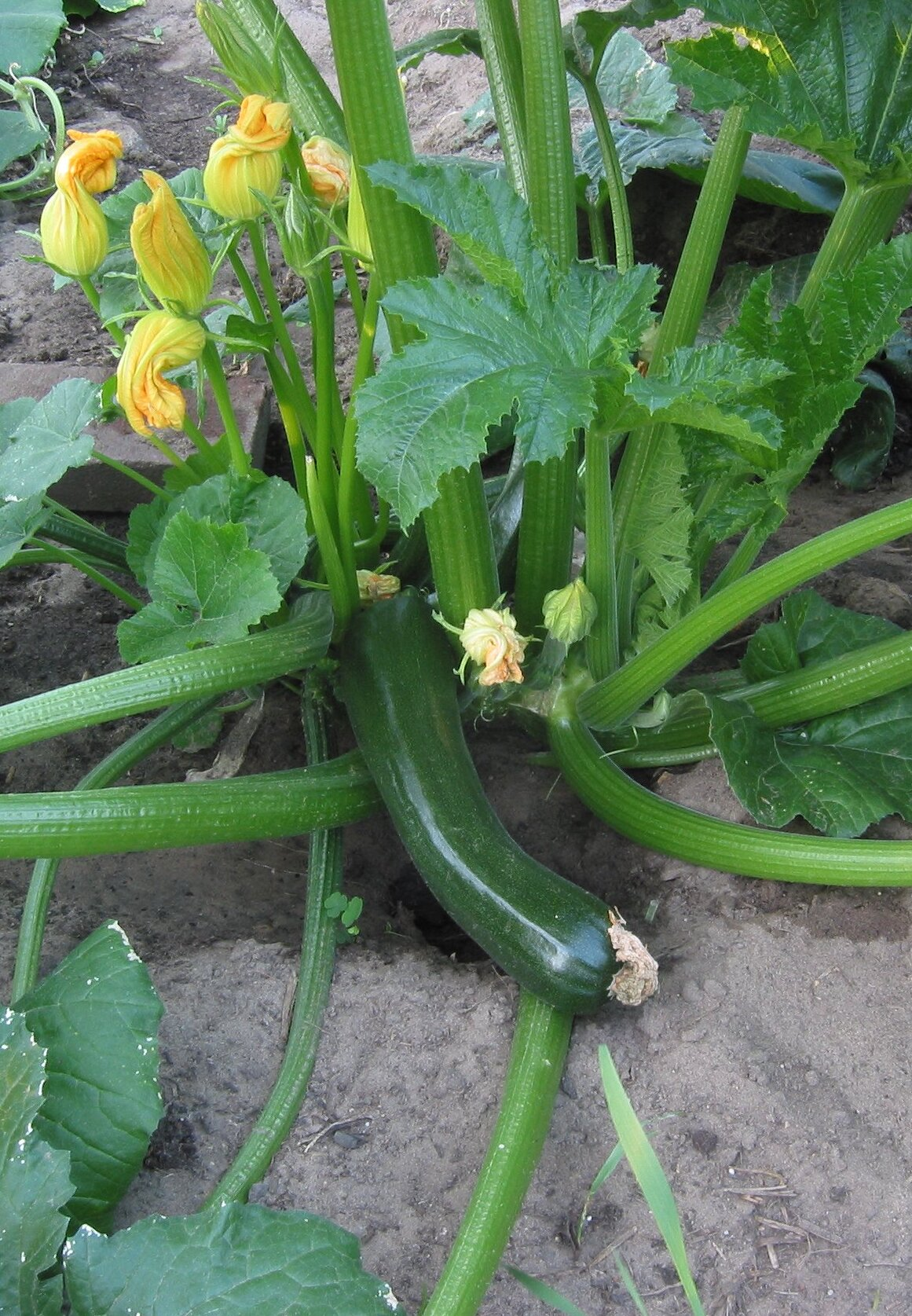
'Diamant'
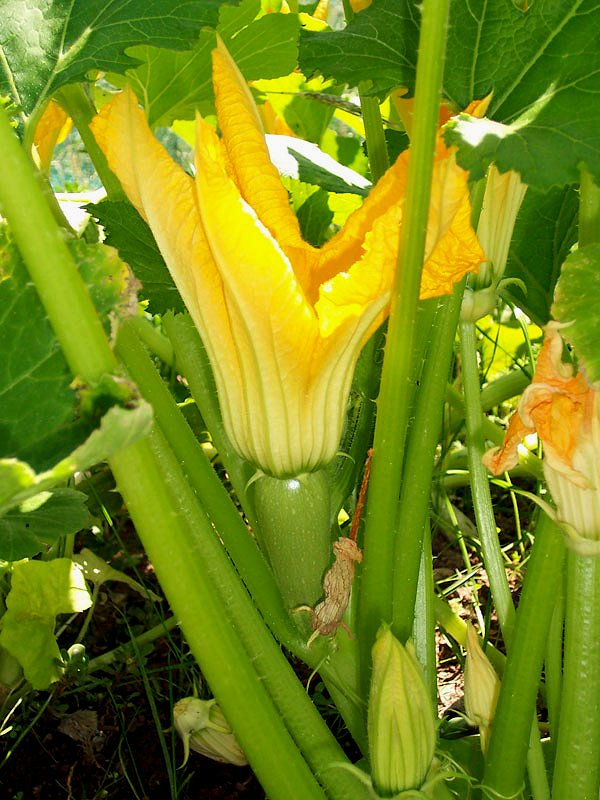
'Courgette fleur'
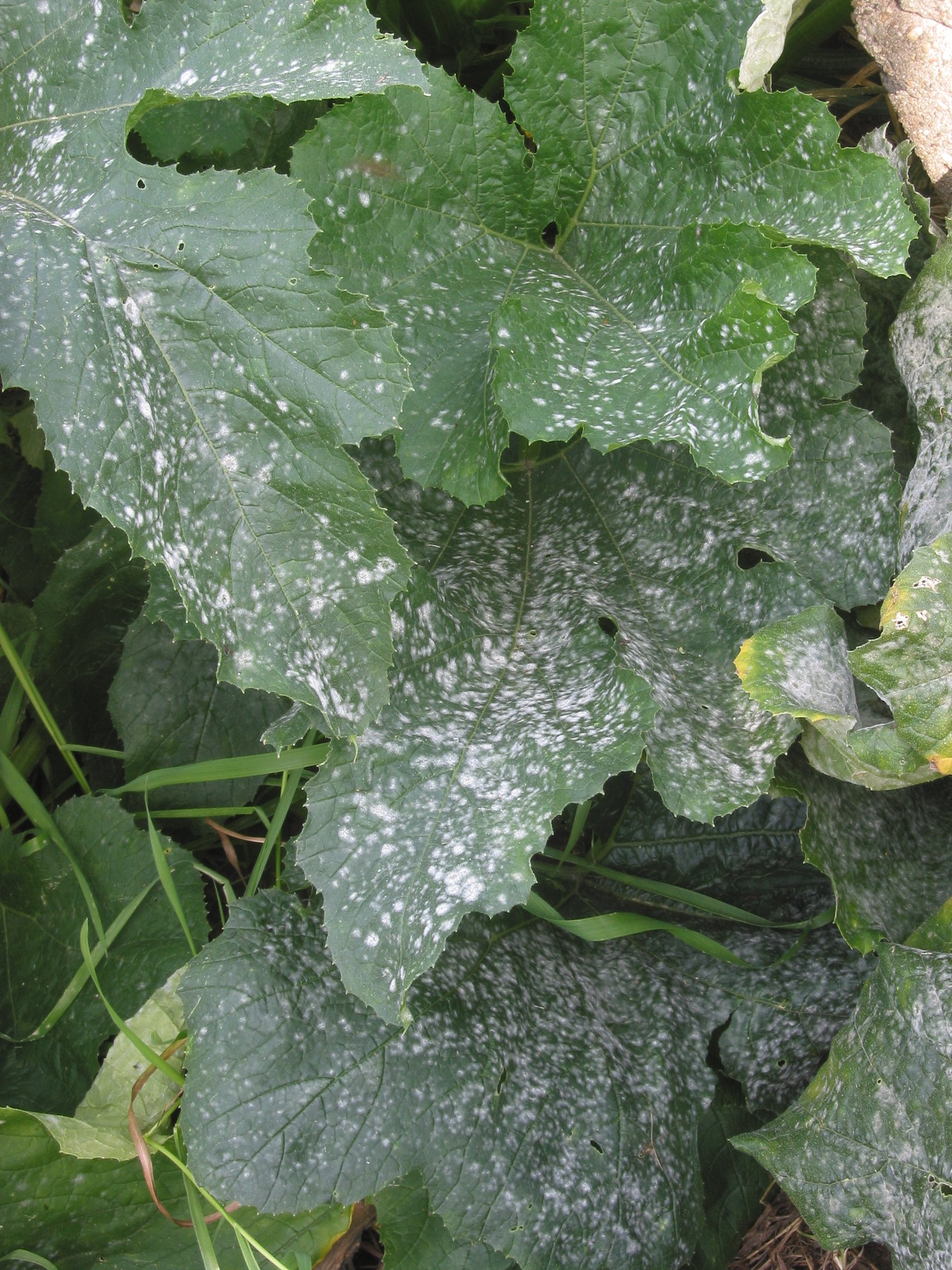
Echte meeldauw
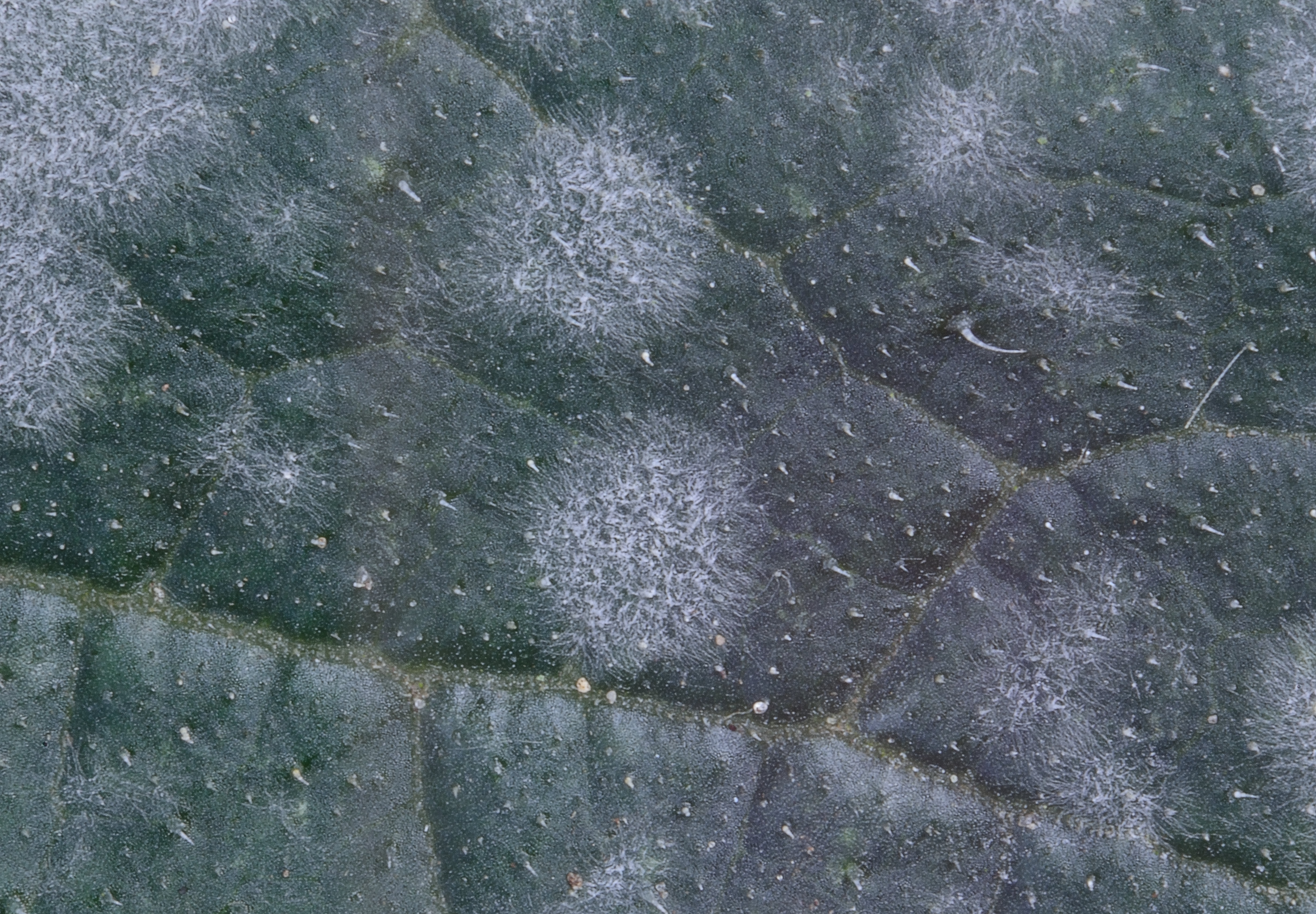
Echte meeldauw op voorkant blad close-up
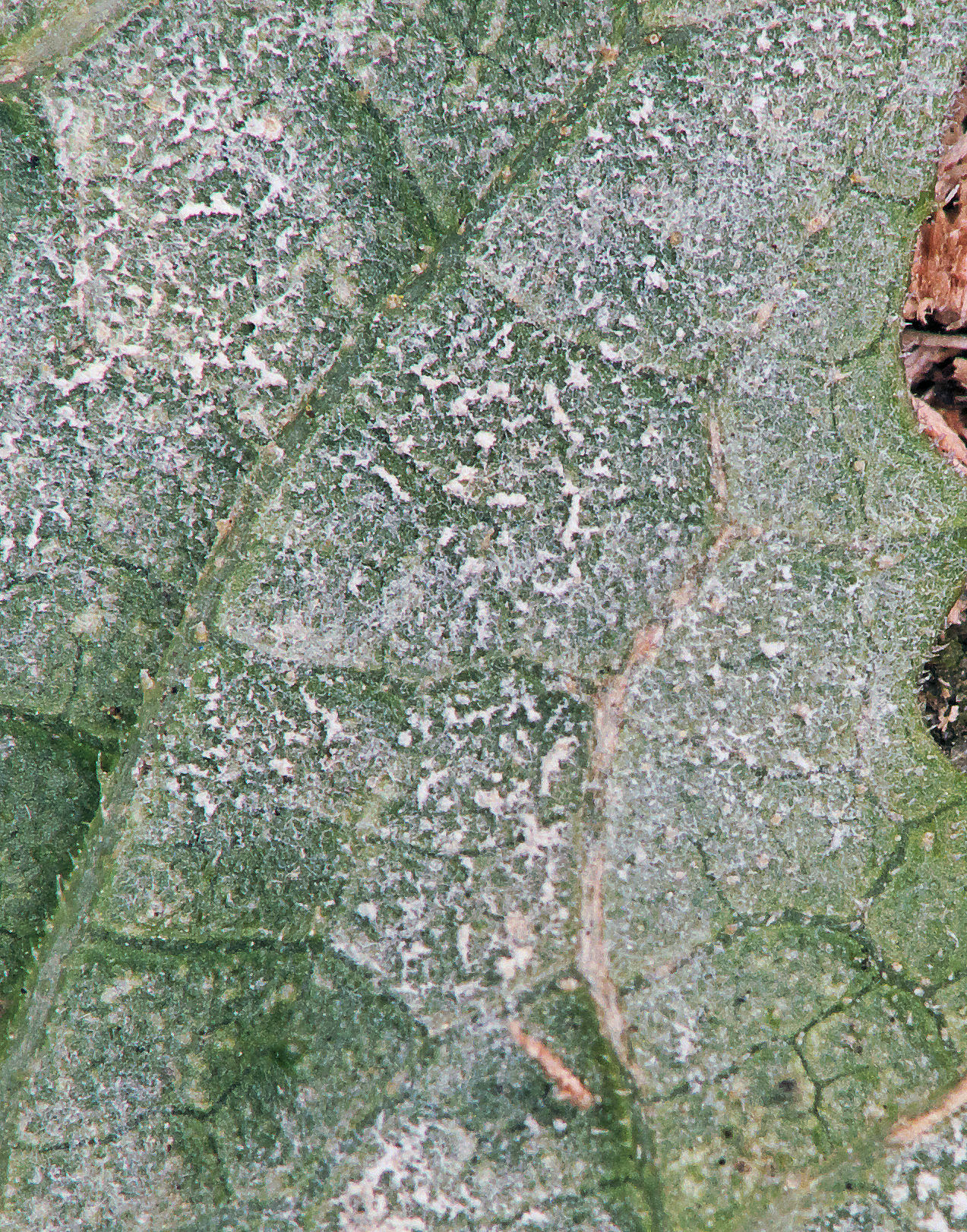
Echte meeldauw op achterkant blad closeup
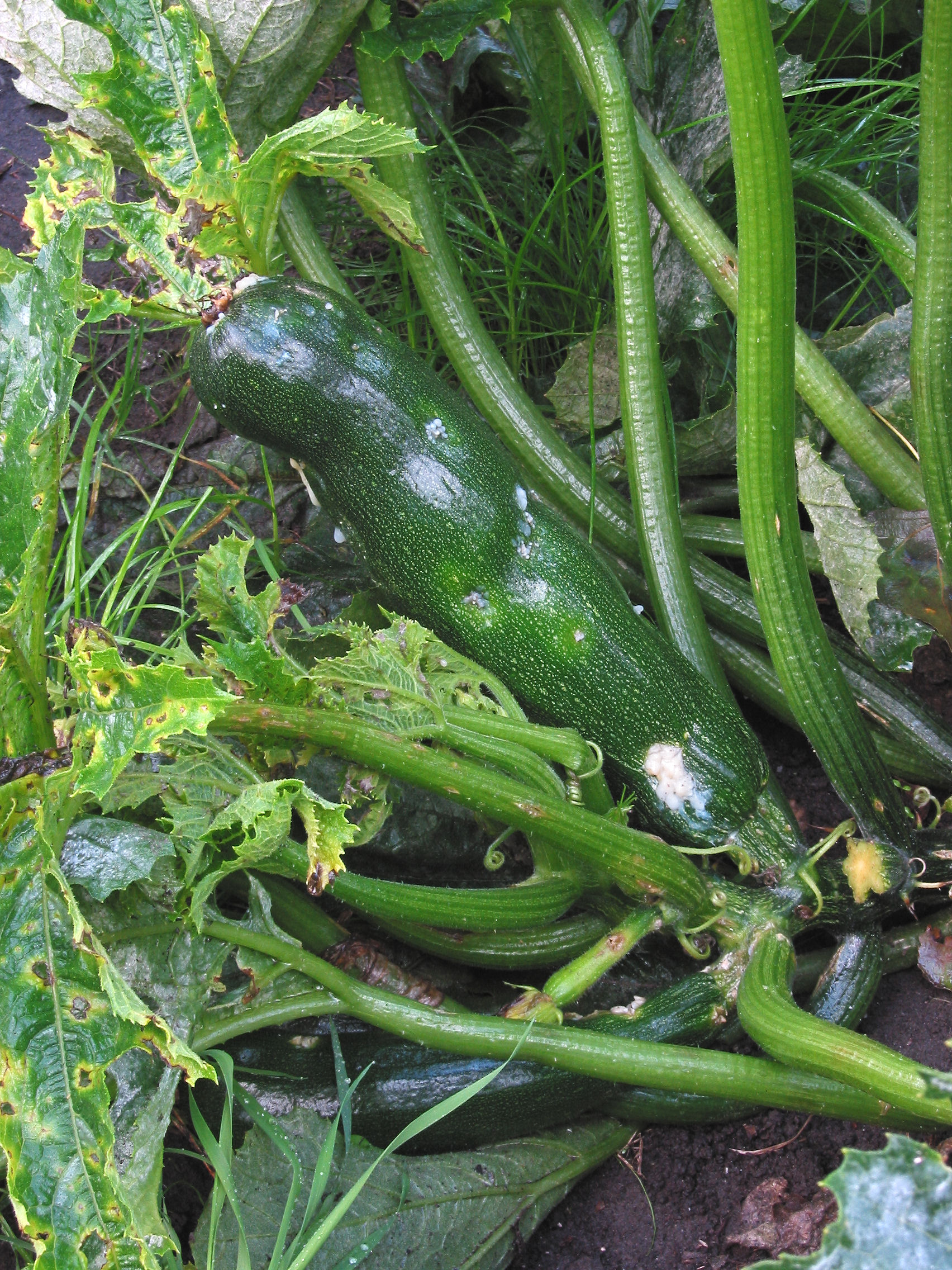
Courgettegeelmozaïekvirus